# Yoenis Céspedes
Yoenis Céspedes Milanés (né le 18 octobre 1985 à Campechuela, Granma, Cuba) est un joueur de champ extérieur des Mets de New York de la Ligue majeure de baseball. 

## Ligues majeures de baseball

### Athletics d'Oakland

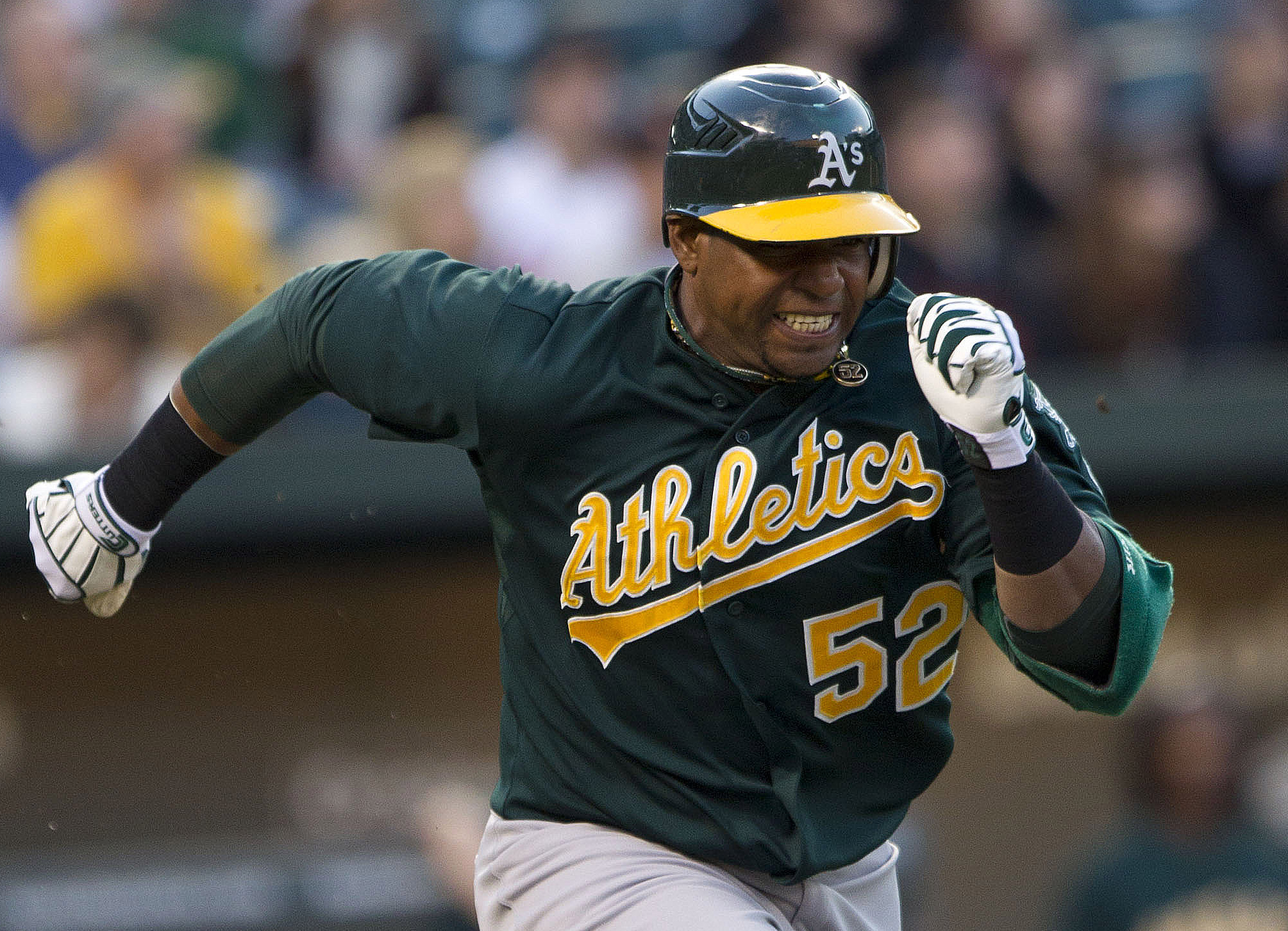
Yoénis Cespedes le 27 avril 2012, dans l'un de ses premiers matchs avec Oakland.

Joueur de l'équipe cubaine de baseball, Yoenis Céspedes fait défection de son pays à l'été 2011 pour s'établir en République dominicaine. Cherchant un contrat avec une équipe des Ligues majeures de baseball, il est convoité par plusieurs clubs. Le 13 février 2012, les Athletics d'Oakland annoncent sa mise sous contrat. Le 3 mars, le contrat de 4 saisons de Céspedes avec les Athletics devient officiel.

#### Saison 2012

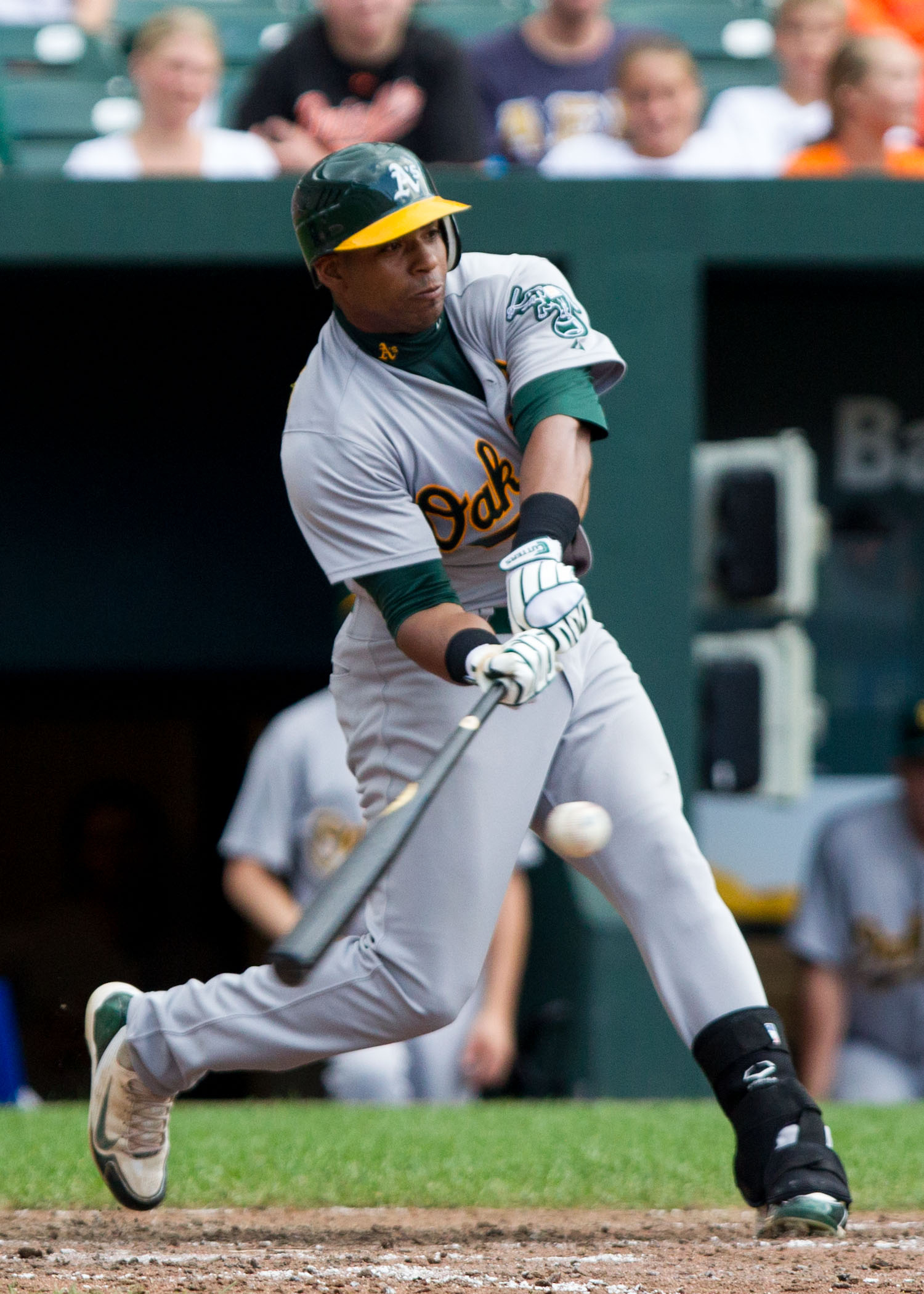
Céspedes au bâton pour les A's en juillet 2012.

Céspedes fait ses débuts avec les Athletics le 28 mars 2012 lors du premier match de la saison, disputé à Tokyo. Son premier coup sûr dans les majeures est aussi son premier coup de circuit : il est frappé le 29 mars à Tokyo aux dépens du lanceur Shawn Kelley des Mariners de Seattle.
Cespedes dispute 129 matchs à sa première saison, claquant 23 circuits et totalisant 82 points produits, avec une moyenne au bâton de ,292 et une moyenne de puissance de ,505. Il ajoute 16 buts volés.
Avec 7 circuits et 19 points produits au cours du mois, Cespedes est nommé meilleure recrue de septembre 2012 dans la Ligue américaine, un titre accordé à Mike Trout au cours des quatre mois précédents. Il termine second derrière Trout, un choix unanime, au vote désignant la recrue de l'année en Ligue américaine et prend même le 10e rang du vote pour le meilleur joueur de la saison.

#### Saison 2013
À sa seconde saison, Céspedes n'est pas invité au match des étoiles mais est tout de même convié à participer au traditionnel concours de coups de circuit, une épreuve d'habileté présentée la veille du match au Citi Field de New York. Opposé en ronde finale du concours à Bryce Harper des Nationals de Washington, Céspedes remporte le concours de circuits avec 32 succès au total.

#### Saison 2014
Céspedes est invité au match des étoiles 2014 au Target Field de Minneapolis. Il s'agit de sa première sélection pour le match et il fait partie d'une délégation de 6 joueurs des A's d'Oakland, la plus importante des 30 clubs des majeures cette année-là. Céspedes est invité le 14 juillet à défendre son titre de gagnant du concours de coups de circuit, compétition qu'il est le second après Ken Griffey Jr. en 1998-1999 à remporter deux années de suite.

### Red Sox de Boston

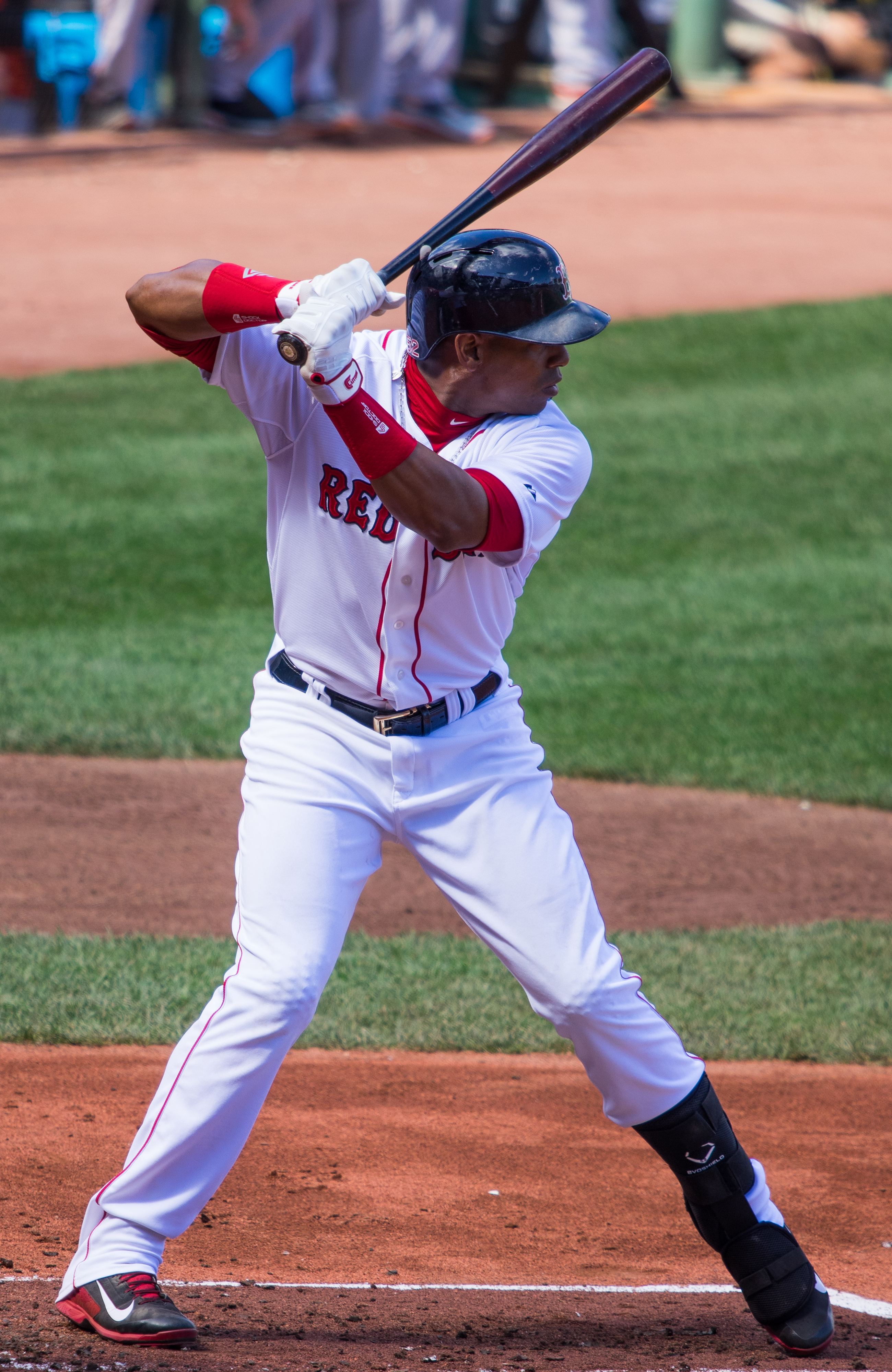
Céspedes en septembre 2014 avec les Red Sox de Boston.

Le 31 juillet 2014, les Athletics d'Oakland échangent Céspedes et un choix du repêchage de 2015 aux Red Sox de Boston contre le lanceur partant gaucher Jon Lester, du voltigeur Jonny Gomes et d'une compensation financière.

### Tigers de Détroit
Le 11 décembre 2014, Boston échange Yoenis Céspedes, le lanceur droitier Alex Wilson et le lanceur gaucher Gabe Speier aux Tigers de Détroit contre le lanceur droitier Rick Porcello.

### Mets de New York

#### Saison 2015
Pour la deuxième année de suite, Céspedes change d'équipe à la date limite des échanges, et passe à un 4e club en un an. Exactement une année après être passé d'Oakland à Boston, les Tigers transfèrent leur voltigeur aux Mets de New York le 31 juillet 2015 en retour des lanceurs droitiers des ligues mineures Luis Cessa et Michael Fulmer.
Le 21 août 2015 au Colorado, dans la victoire de 14-9 des Mets, Céspedes réussit 5 coups sûrs, dont 3 circuits et un double, en 6 passages au bâton, récoltant 7 points produits, 5 points marqués et un but volé.
L'acquisition de Céspedes dynamise l'offensive des Mets,, jusque-là le flagrant point faible de l'équipe. En seulement 57 matchs des Mets en 2015, Céspedes claque 17 circuits et fait marquer 44 points, gonflant ses totaux pour la saison à 35 circuits et 105 points produits, deux sommets en carrière. Aidant les Mets à décrocher leur première qualification depuis 2006 pour les séries éliminatoires, il amorce celles-ci en ajoutant deux circuits dans la Série de divisions contre les Dodgers de Los Angeles. Les Mets participent à la Série mondiale 2015, qu'ils perdent aux mains des Royals de Kansas City, et Céspedes a du mal à se rendre au fil d'arrivée, ennuyé par une vieille blessure à une main et une autre à l'épaule gauche qui requiert une injection de cortisone avant la finale. Il est aussi retiré du dernier match de la finale en 6e manche, après avoir reçu une fausse balle sur le genou gauche.

#### Saison 2016
Le 26 janvier 2016, Céspedes signe avec les Mets un nouveau contrat de 75 millions de dollars pour 3 ans, une entente qui comporte une clause permettant au joueur de tester à nouveau le marché des agents libres après la saison 2016.
Céspedes est invité au match des étoiles 2016, sa deuxième sélection en carrière.
En 132 matchs des Mets en 2016, Céspedes frappe 31 circuits, son second plus haut total en une saison, et maintient une moyenne au bâton de ,280.

#### Saison 2017
Le 30 novembre 2016, peu après avoir réclamé à nouveau le statut d'agent libre, Céspedes choisit de rester chez les Mets, acceptant un nouveau contrat de 4 ans pour 110 millions de dollars.